# Stefano Garzelli

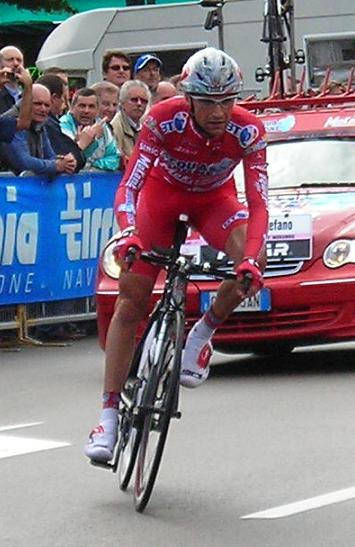
Stefano Garzelli

Stefano Garzelli (16 de julho de 1973, Varese) é um ciclista profissional italiano. Foi o vencedor do Giro d'Italia em 2000.